# Studionkloster

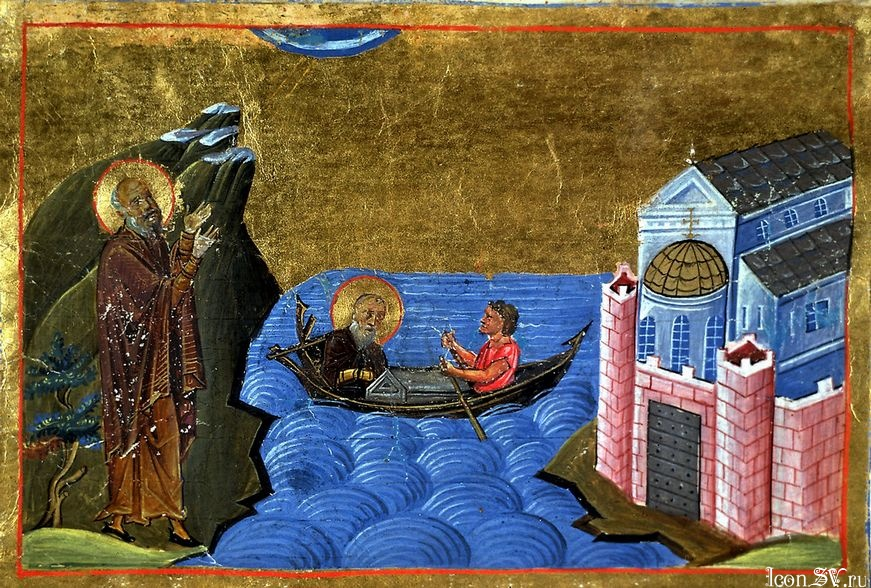
Studioskloster, byzantinische Miniatur, 11. Jhd.

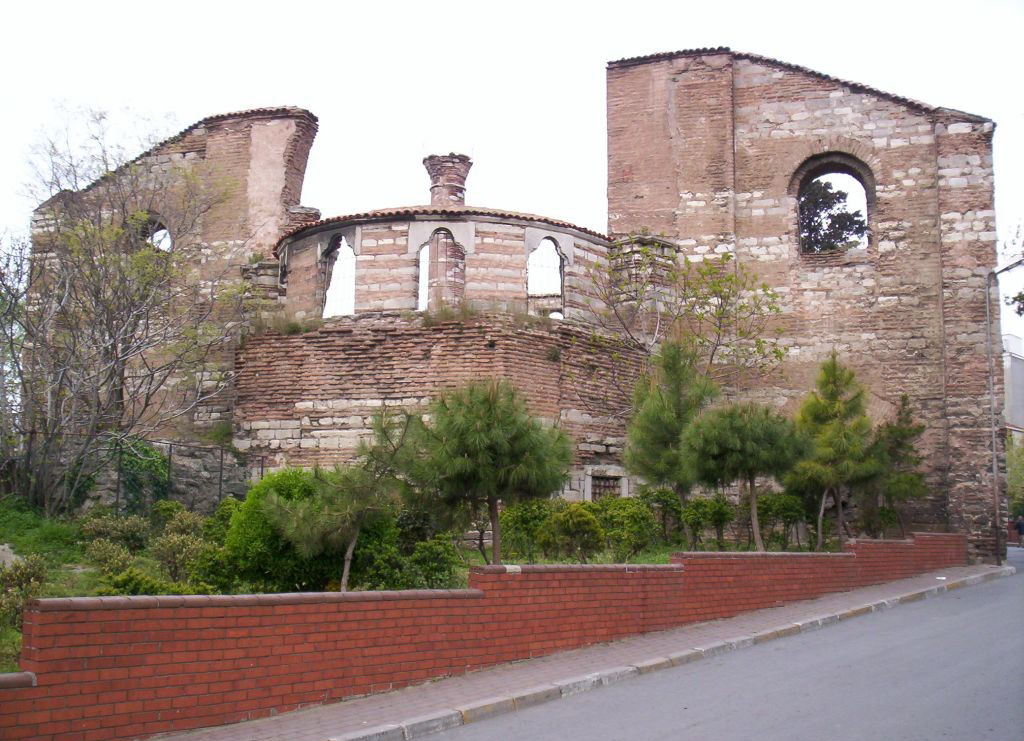
Johanneskirche des Studioskloster, Ostfassade im heutigen Zustand

Das Studioskloster in Konstantinopel (auch Stoudionkloster genannt) war eines der wichtigsten Klöster im Byzantinischen Reich.

## Lage
Das Kloster lag nahe der Propontis-Küste an der Straße vom Großen Palast nach Hebdomon innerhalb der theodosianischen Mauern Konstantinopels im Viertel Psamathia am Fuße des siebten Hügels der Stadt.

## Geschichte
Nach dem byzantinischen Lexikon Suda lag am Platz des späteren Klosters bereits eine ältere Kirche. Das Kloster wurde um 453/454 erbaut und war eine Gründung des oströmischen Patrikios und Konsuls des Jahres 454 Studios. Im Jahr 463 wurde es fertiggestellt und den Akoimeten übergeben und Johannes dem Täufer geweiht.
765 wurden die Mönche im byzantinischen Bilderstreit vertrieben, trotzdem blieb das Kloster bestehen und Abt Sabbas vertrat das Kloster beim siebten ökumenischen Konzil in Nicäa im Jahr 787. Bedeutung erlangte das Kloster jedoch erst, nachdem Mönche aus Sakudion bei Bursa kurz nach 798 von Sarazenen vertrieben wurden und Zuflucht im Studioskloster fanden. Diese Mönche (darunter vor allem Theodor Studites) waren im Bilderstreit entschiedene Vertreter der Bilderverehrung und machten mit ihrer Mönchsregel (Typikon), die Traditionen Palästinas mit denen Konstantinopels verband, das Kloster zum Vorbild für viele byzantinische Klöster, aber auch darüber hinaus: In Süditalien, auf dem Berg Athos, aber seit dem Patriarchen Alexios I. Studites (1025–1043) auch in Russland, fand die Mönchsregel des Studiosklosters weite Verbreitung. Noch um 1900 wurde bei Lemberg der ukrainisch-katholische Studitenorden gegründet, der sich auf die Mönchsregel des Studiosklosters beruft.
Das Kloster wuchs in der Folge rasch und beherbergte bald bis zu 700 Mönche, die Studiten genannt wurden. Kennzeichnend für das studitische Mönchtum sind die Unterwerfung unter die  Anweisungen des Abtes, das Koinobion (gemeinsames Leben im Kloster) und der Widerstand gegen Bedrohungen des kirchlichen Lebens (z. B. durch Ikonoklasmus). Eremitentum, Stylitentum und extravagante körperliche Askese (z. B. Tragen von Ketten) gelten als minder wertvoll.
Der Abt Theodor Studites führte das Kloster zur Blüte. Unter seiner Herrschaft wurde die Kirche mit neuen Ikonen ausgestattet. Zum Kloster gehörte in dieser Zeit auch ein Xenodocheion, das als Pilgerherberge, aber auch als Krankenhaus, Altersheim und Armenhaus diente. 818 kam es jedoch zum Bruch des Abtes mit Leo V., der Studites nach Prinkipo verbannte, wo der 826 starb. Erst 844 wurden die sterblichen Überreste von Studites in das Kloster überführt.
1204 wurde das Kloster von den Kreuzfahrern bei der Eroberung Konstantinopels und der Errichtung des Lateinischen Kaiserreichs zerstört. Die Mönche verließen das Kloster. 1293 erfolgte der Wiederaufbau, dem eine zweite Blüte in der Endphase des Byzantinischen Reichs folgte. Die Kirche erhielt ein neues Dach und das Kloster wurde durch eine starke Mauer eingefasst. Dank des Reliquienbesitzes war das Kloster beliebter Wallfahrtsort und fand rasch neue Mönche.
1555, hundert Jahre nach dem Untergang des Byzantinischen Reiches, wurde das Studioskloster von den Osmanen aufgelöst. Die Gebäude dienten zu Beginn des 16. Jahrhunderts als Steinbruch für den Topkapı Sarayı. Die Kirche wurde durch den İmrahor (Oberstallmeister) Iljaz Bej Mirahori unter Sultan Bayezid II. in die İmrahor İlyas Bey Camii umgewandelt. 1782 wurde die Moschee bei einem Brand zerstört und 1820 wieder aufgebaut. 1894 wird das Bauwerk bei einem schweren Erdbeben erneut schwer beschädigt.
Bereits 1908/09 fanden erste Grabungen durch russische Archäologen statt. Dabei wurde die Krypta freigelegt und Kalksteinreliefs gefunden. 1920 wurde die Moschee dann bei einem Feuer endgültig zerstört und nicht wieder saniert.

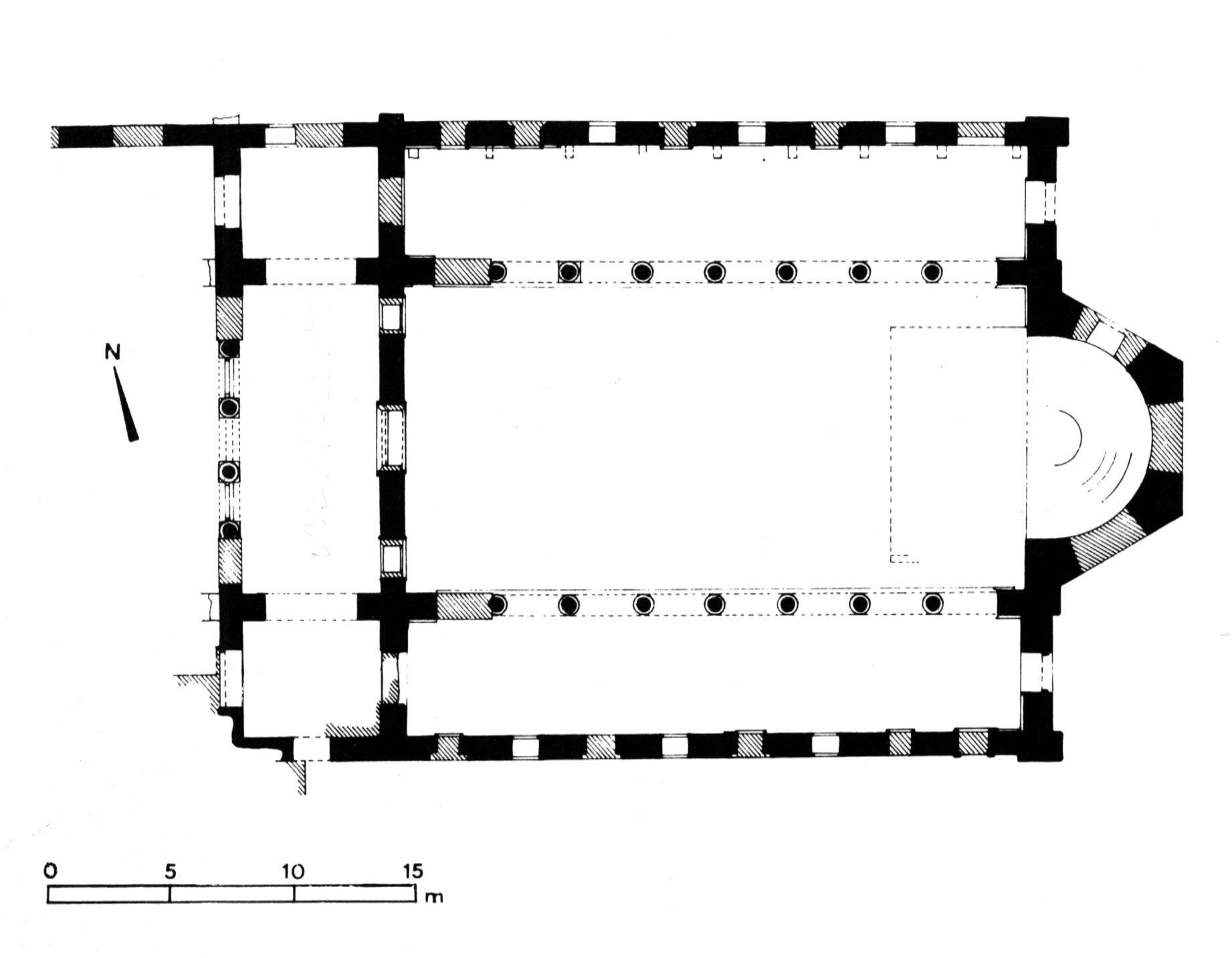
Grundriss nach A. van Millingen, 1912

## Klosterbauten

### Beschreibung
Die dem hl. Johannes gewidmete und um 450 errichtete Klosterkirche war eine dreischiffige Emporenbasilika. Der fast quadratische Bau schließt im Osten mit einer innen halbkreisförmigen und außen dreiseitigen Apsis ab. Die Breite beträgt 24 Meter und die Länge (ohne Apsis) 25 Meter. Im Westen war ein Atrium vorgelagert, dessen einzig erhaltener Ostflügel (abgesehen von der erhaltenen Nordwand) sich heute als Narthex darstellt. Dieser öffnet sich mittig durch vier Säulen mit Akanthuskapitellen und skulptiertem horizontalem Gebälk. Haupt- und Seitenschiffe sind durch je sieben Säulen aus Verde antico voneinander getrennt, wovon nur noch die nördliche Reihe erhalten ist. Über den Seitenschiffe und dem Narthex befanden sich von Außen zugängliche Emporen. Es waren keine Pastophorien vorhanden.
In der Apsis lassen sich Reste eines ringförmigen Synthronon nachweisen. Der Chorraum war durch einen Stylobat aus Verde antico markiert. Er verfügte über Pfosten aus dem gleichen Gestein, in die Brüstungsplatten eingelassen waren. Eine Treppe führt von der Mitte des Chorraumes zu einer kleinen kreuzförmigen Krypta mit Tonnengewölbe hinab, über der sich sehr wahrscheinlich der Altartisch und das Ziborium befunden haben. Es finden sich keine Reste des Ambos. Der Flechtband-Fußboden ist nicht bauzeitlich, sondern wohl aus dem 11. Jahrhundert.
Von den Klostergebäuden ist außer einer Zisterne kaum etwas erhalten. Die Basilika befindet sich nach den Bränden und dem Erdbeben im späten 19. Jahrhundert im Zustand einer Ruine.

### Architektur
Die Johanneskirche des Studioskloster verkörpert den im 4.–6. Jahrhundert im Westen wie auch im Osten üblichen Typus der christlichen Basilika, der sowohl für Gemeinde-, Bischofs-, aber auch Klosterkirchen zum Einsatz kam. Im Kontrast zu ihrer einfachen Architektur stand ihre verschwenderische Ausstattung aus kostbarem Marmor und den aufwändigen Kapitellen und Gebälken. Die Marmorteile waren eigens für diesen Bau hergestellt worden und nicht aus antiken Tempeln als Spolien zweitverwendet. Die Wände waren wahrscheinlich mit Marmorinkrustationen versehen, Apsis und Triumphbogen waren mit Mosaiken versehen.

## Bedeutung
Die Bedeutung des Klosters gründet sich auch auf seine Schreibschule, die noch 1350 existierte, und die Bibliothek. Viele liturgische Dichtungen und dogmatische Werke sind im Studioskloster entstanden.
Neben dem Patriarchen Alexios I. Studites kam auch der Patriarch Antonios III. Studites (974–980) aus dem Kloster. Isaak Komnenos, der spätere Kaiser Isaak I., wurde hier auf Anordnung des Kaisers Basileios II. erzogen; er und der Kaiser Michael VII. zog sich nach ihrer Abdankung im Jahr 1059 beziehungsweise 1078 hierhin zurück.